# Ivens Dias Branco
Francisco Ivens de Sá Dias Branco CavMM (Cedro, 3 de agosto de 1934 — São Paulo, 24 de junho de 2016) foi um empresário e bilionário brasileiro, uma das pessoas mais ricas do mundo segundo a revista Forbes, com um patrimônio estimado de R$ 4,2 bilhões em janeiro de 2015.

## Vida pessoal
Francisco era filho de Manuel Dias Branco e Maria Vidal de Sá Branco, ambos com antepassados portugueses. Ivens foi casado com Maria Consuelo Saraiva Leão Dias Branco, e eram seus filhos: Francisco Ivens, Francisco Marcos, Francisco Cláudio, Maria Regina e Maria das Graças. É considerado o primeiro empresário na região Nordeste do Brasil a abrir o capital na B3.

## Carreira
Em 1936, a convite de seu pai, virou sócio da Padaria Imperial.
Seu negócio também se estende à indústria da construção e hospitalidade. Ivens foi presidente do conselho do grupo.[carece de fontes?] Seu desempenho como um homem de negócios recebeu grande impulso a partir da deslocalização da fábrica para Fortaleza, onde fundou uma empresa com 62.000 metros quadrados de área coberta e serviu como um marco para a localização de vários projetos no local.[carece de fontes?]
Diversificou suas atividades com persistência e determinação, e do grupo constituído por M. Dias Branco S/A - Com e Ind, M. Adm E Dias Branco Investments Ltd., White Real Estate Ltd. Dias; Idibra Incorporadora Ltda; Idibra produtos alimentares de Maranhão e De Natal Services, Automotive Services Ltd.; Fabripan Industrial Ltda, Hotel Praia Centro S/A; Rural Empresa Vale Gurguéia S/A; New Town Imóveis Ltd.; Finopan Industrial Ltda, Fasal - St. Anthony Farm Company Ltd. E Ind. E De Vegetais Products Ltd., ocupando posições de importância na gestão das empresas, que empregam, no seu conjunto, cerca de 5.000 trabalhadores.

## Morte e legado
Ivens morreu no Hospital Albert Einstein, devido a uma complicação depois de uma cirurgia cardíaca, em 24 de junho de 2016.

## Honras e prêmios
Em 2001, Ivens foi admitido pelo presidente Fernando Henrique Cardoso à Ordem do Mérito Militar no grau de Cavaleiro especial.